# À travers la Grande Porte
À travers la Grande Porte (titre original : The Gateway Trip) est un recueil de dix nouvelles de Frederik Pohl publié en 1990. C'est le cinquième et dernier ouvrage du Cycle de la Grande Porte.
La plupart des nouvelles sont humoristiques. La deuxième nouvelle (Les Marchands de Vénus) représente à elle-seule environ la moitié de l'ouvrage (125 pages sur 251 dans l'édition française publiée chez J'ai lu).
Le recueil est classé à la huitième position des finalistes du prix Locus du meilleur recueil de nouvelles de science-fiction 1991.

## Liste des nouvelles

### La Visite
- Situation dans la recueil : p. 5 à 13.
- Résumé : la nouvelle évoque la visite de la Terre par les Heechees il y a cinq cent mille ans environ, alors que la plus intelligente des créatures sur la planète était l'australopithèque. Elle raconte en fin de récit les conditions dans lesquelles fut découverte la « Grande Porte » au XXIe siècle, grâce à l'exploration de l'Aino Planitia sur Vénus.

### Les Marchands de Vénus
- Remarque : c'est la nouvelle la plus longue du recueil ; divisée en 13 sections, elle représente en longueur la moitié des pages du recueil (125 pages sur 251).
- Situation dans la recueil : p. 15 à 138.
- Résumé :

### L'Astéroïde de la Grande Porte
- Remarque : c'est la nouvelle la plus courte du recueil (6 pages).
- Situation dans la recueil : p. 141 à 146.
- Résumé : la nouvelle évoque les conditions dans lesquelles Sylvester Macklen (orthographié « Macklin » dans le premier tome du cycle) a découvert la Grande Porte et piloté un vaisseau heechee. Alors explorateur sur Vénus, il avait découvert un vaisseau heechee, l'avait mis en marche et était arrivé à la Grande Porte. Mais faute de nourriture, d'eau et d'oxygène en quantité suffisante, il était mort de faim et asphyxié. Avant de mourir, il a eu le temps d'envoyer un message à la Terre pour révéler sa découverte. Par la suite, les Nations unies ont créé l'Autorité de la Grande Porte pour superviser l'exploration spatiale.

### Les Chercheurs d'étoiles
- Situation dans la recueil : p. 147 à 166.
- Résumé : la nouvelle évoque les explorations faites par des aventuriers avec des vaisseaux heechees ; les risques encourus ; les découvertes effectuées ; les échecs retentissants ; les récompenses obtenues. Quelques missions sont détaillées : 
  - « Mission Pulsar » : le pilote Chou Yengbo arrive avec son vaisseau heechee à proximité d'un pulsar.
  - « Mission Halo » : à bord d'un vaisseau heechee, trois aventuriers meurent de faim et d'asphyxie en raison du voyage trop long ; ils ont été envoyés en dehors de la Voie lactée, et les photos prises automatiquement ont été les premières permettant aux Humains de contempler leur galaxie vue de l’extérieur.
  - « Mission Trou noir tout nu ».

### La Planète mère
- Situation dans la recueil : p. 167 à 174.
- Résumé : sur une Terre surpeuplée, en proie au stress alimentaire et hydrique, la situation est dramatique et misérable. Lorsqu'on découvre la Grande Porte et dans les mois qui suivent, peu de gens peuvent se payer le billet spatial pour s'y rendre et devenir aventuriers. Parmi ceux qui sont arrivés sur l’astéroïde, la plupart ne sont pas devenus riches et bien peu sont devenus millionnaires ou milliardaires grâce à la découverte de technologies heechees.

### Autres mondes
- Situation dans la recueil : p. 175 à 195.
- Résumé :

### Les Trésors Heechee
- Situation dans la recueil : p. 197 à 213.
- Résumé :

### En quête de compagnie
- Situation dans la recueil : p. 215 à 225.
- Résumé :

### L'Âge d'or
- Situation dans la recueil : p. 227 à 242.
- Résumé :

### Dans le noyau
- Situation dans la recueil : p. 243 à 251.
- Résumé :